# Jebel Musa (Marokko)
Jebel Musa (Arabisch: جبل, Berg Mozes) is de naam van een berg in het noorden van Marokko, aan de Afrikaanse zijde van de Straat van Gibraltar. De berg is 851 m hoog.
Deze berg en de rots van Gibraltar worden samen de Zuilen van Hercules genoemd (alhoewel ook Monte Hacho de tweede zuil zou kunnen zijn).